# Paolo Pizzo
Paolo Pizzo (Catania, 1983. április 4. –) világbajnok, olimpiai ezüstérmes olasz párbajtőrvívó.